# Teçora
Teçora (a volte scritto Tecora) è stata una nave negriera  dei primi del XIX secolo battente bandiera portoghese o forse brasiliana. Si trattava di un brigantino veloce e facilmente manovrabile: ciò favoriva le attività illegali che venivano compiute grazie ad esso. Famosa per le dure condizioni a cui erano sottoposti gli schiavi che vi venivano trasportati; inoltre su questa nave si consumò parte della triste vicenda che ha ispirato il film Amistad di Steven Spielberg: circa 500-700 schiavi neri, infatti, furono trasportati dall'odierna Sierra Leone all'Avana proprio a bordo della Teçora.